# Walter Vílchez
Walter Ricardo Vílchez Soto (Chiclayo, 20 februari 1982) is een Peruaans voetballer. Hij verruilde in januari van 2015 Cajamarca voor Real Garcilaso uit de Primera División Peruana. In 2001 debuteerde hij in het Peruviaans voetbalelftal.

## Clubcarrière
Vílchez speelde in de eerste jaren van zijn carrière bij kleine clubs uit lagere divisies in Peru. In 2003 tekende hij bij het Peruviaanse Alianza Lima uit de Primera División Peruana. Hij werd met Alianza in 2003 en 2004 landskampioen. In 2005 tekende hij bij het Argentijnse Club Olimpo, waar hij slechts een half jaar speelde. Voor het overige halfjaar van 2005 trok hij terug naar Peru waar hij met Sporting Cristal de landstitel won.
In 2005 vertrok hij naar Mexico om te spelen voor Cruz Azul. Al snel werd hij uitgeleend aan het Mexicaanse Puebla FC waar hij een belangrijke speler werd en tot 2009 bleef spelen. In 2009 keerde hij terug naar Peru om te tekenen bij Cienciano. Na een jaar bij Cienciano tekende hij opnieuw bij Alianza Lima. Ook dat avontuur duurde niet lang, want in 2011 tekende hij opnieuw bij Sporting Cristal waarmee hij in 2012 kampioen werd.
Op 26 februari 2013 tekende Vílchez bij de Amerikaanse Major League Soccer-club Chivas USA. Bij Chivas werd hij herenigd met trainer José Luis Sánchez Solá, die hem ook bij Puebla FC begeleidde. Sánchez Solá werd echter na enkele maanden ontslagen. Vílchez verliet de club op 26 juli 2013.
In 2014 keerde hij terug naar Peru waar hij tekende bij Cajamarca uit de Primera División. Na tweeëntwintig wedstrijden te hebben gespeeld bij Cajamarca tekende hij op 1 januari 2015 bij Real Garcilaso.

## Interlandcarrière
Walter Vílchez maakte zijn debuut in het Peruviaans voetbalelftal op 23 juli 2001 tijdens de kwartfinale van de Copa América tegen Colombia. In de 65e minuut verving hij Luis Hernández. Drie jaar lang werd hij niet in de nationale selectie opgenomen, tot de volgende editie van het Zuid-Amerikaanse voetbaltoernooi. In een met 3-1 gewonnen vriendschappelijke interland op 17 augustus 2005 tegen Chili maakte Vílchez zijn eerste interlanddoelpunt. In de 38e minuut opende hij de score namens Peru.